# Sabine Englert
Sabine Englert (* 27. November 1981 in Aschaffenburg) ist eine ehemalige deutsche Handballspielerin (Torfrau).

## Karriere

### Verein
Sie spielte bis 1998 für den TUSPO Obernburg und wechselte anschließend für zwei Jahre zur TGS Walldorf. Von 2000 bis 2003 stand die 1,85 m große Torhüterin beim Bundesligisten TV Mainzlar unter Vertrag. Danach schloss sie sich Bayer Leverkusen an, wo sie bis 2007 spielte.
Ab der Saison 2007/08 stand sie beim österreichischen Erstligisten Hypo Niederösterreich im Tor. Mit dem österreichischen Serienmeister erreichte sie das Finale in der EHF-Champions League. Nach zwei Jahren bei Hypo Niederösterreich wechselte sie zum dänischen Spitzenverein FC Midtjylland Håndbold, der sich im Jahre 2018 in Herning-Ikast Håndbold umbenannte. Mit Håndbold gewann sie auf nationaler Ebene drei Meistertitel und fünfmal den Pokal, international kamen je ein Gewinn des EHF-Pokals und des Europapokals der Pokalsieger hinzu. Ab der Saison 2022/23 stand sie beim dänischen Verein Aarhus United unter Vertrag. Im Juni 2025 gab sie ihr Karriereende bekannt.

### Auswahl
Am 23. März 2001 gegen Dänemark absolvierte Englert erstmals ein Spiel für die deutsche Nationalmannschaft. Mit der Auswahl gewann sie bei der Weltmeisterschaft 2007 die Bronzemedaille. Bei den Olympischen Spielen in Peking 2008 belegte sie mit Deutschland in der Gruppenphase den letzten Platz. Bei der Europameisterschaft im selben Jahr wurde sie Vierte. Sie stand zudem im Aufgebot der deutschen Nationalmannschaft für die Handball-Weltmeisterschaft der Frauen 2009 in China, die die deutsche Mannschaft auf Platz sieben beendete.

### Trainerin
Englert leitete im Jugendbereich von Herning-Ikast Håndbold das Torwarttraining. Vom Österreichischen Handballbund wurde sie 2023 als Trainerin der Torhüterinnen des österreichischen Frauen-Nationalteams geholt.

## Erfolge
- Deutscher Pokalsieger 2001 mit dem TV Mainzlar
- Deutscher Pokalsieger 2002 mit Bayer Leverkusen
- Challenge-Cup-Siegerin 2005 mit Bayer Leverkusen
- Dänische Meisterin 2011, 2013 und 2015 mit dem FC Midtjylland Håndbold
- Dänischer Pokalsieger 2012, 2014, 2015 und 2019[6] mit dem FC Midtjylland Håndbold/Herning-Ikast Håndbold
- EHF-Pokal-Siegerin 2011 mit dem FC Midtjylland Håndbold
- Europapokal der Pokalsieger 2015 mit dem FC Midtjylland Håndbold
- 3. Platz Weltmeisterschaft 2007
- 4. Platz Europameisterschaft 2008
- Österreichischer Pokalsieger und Meister 2008 und 2009 mit Hypo Niederösterreich